# Georgi Takev
Georgi Takev (* 1952, aufgewachsen in Plowdiw, Bulgarien; † 12. September 2022) war ein bulgarisch-österreichischer Maler.

## Leben
Georgi Takev schloss das Studium der Innenarchitektur als Diplomingenieur ab. Aus politischen Gründen konnte er nur als Gasthörer an der Kunstakademie in Sofia studieren. 1979 hatte er eine erste Einzelausstellung in Plovdiv und emigrierte noch im selben Jahr nach Wien.
1984 erhielt er die österreichische Staatsbürgerschaft und wurde in das Wiener Künstlerhaus aufgenommen. 1986 kam er nach Düsseldorf. 1996 wurde er Dozent an der Kronberger Malschule. Über seine freie Kunst hinaus sind Arbeiten des Künstlers unter anderem in Filmen, als Anzeigenserien in Stern und Der Spiegel und auf Bucheinbänden erschienen. Auch als Kopist machte er sich einen Namen, so z. B. mit der im Frankfurter Städel angefertigten Kopie des Johann-Heinrich-Wilhelm-Tischbein-Gemäldes Goethe in der römischen Campagna, das nun im Casa di Goethe in Rom ausgestellt ist. Von 2003 bis 2006 rekonstruierte Georgi Takev die monumentale Jörg Ratgeb-Wandmalerei (16. Jh.) „Die Anbetung der Heilgen Drei Könige“ im Karmeliterkloster Frankfurt am Main.
Später beschäftigte Takev sich in erster Linie mit der Thematik „Entfaltung“ (Faltenwürfe von Stoffen, Bändern und Papier in Malereien und Plastiken). Aus früheren Jahren sind surrealistische Gemälde, Serien zum Thema „Tanz“, „Strand“ und zahlreiche Stillleben und Porträts bekannt. Weitere Motive sind Landschaften und Stadtansichten.
Georgi Takev lebte und arbeitete in Kronberg im Taunus.

## Ausstellungen (Auswahl)
- 1983: Galerie Violetta, Wien
- 1984: Künstlerhaus-Galerie, Wien
- 1987: Caturas Gallery, Madison – USA
- 1988: Berlinische Leben Versicherung, Düsseldorf
- 1989: Deutsch-Japanisches Zentrum, Düsseldorf
- 1993: Künstlerforum, Nass. Sparkasse, Frankfurt am Main
- 1993: Galerie Winter, Wiesbaden
- 1995: Künstlerische Gestaltung der Velizy-Brücke in Dietzenbach – Wandmalerei
- 1999: Berlitz-Sprachschule, Frankfurt am Main
- 2000: Kulturinstitut „Ars Vivendi“, Kronberg
- 2000: Stadtresidenz Oberursel
- 2005: Vortaunus-Museum, Oberursel
- 2007: Galerie im Turm, Kurfürstlicher Burg in Eltville am Rhein
- 2007: Städtischen Galerie in Plowdiw, Bulgarien
- 2009: Kunstschule Kronberg im Taunus
- 2010: Gewo Galerie, Marburg/Lahn
- 2011: Burg Kronberg, Kronberg im Taunus
- Bundesanstalt für Außenhandelskontrolle, Eschborn/Frankfurt
- Schlossgalerie Laubach (Kunstforum Laubach, Hessen)
- Kunstmesse Darmstadt
- 2012: Galerie im Rathaus Eschborn
- 2013: Stadtgalerie Bad Soden – Galerie Elzenheimer
- 2014: Werkkunstgalerie, Berlin
- 2014: Kulturzentrum Englische Kirche Bad Homburg

## Auszeichnungen
- 1985: Erster Preis beim Kunst-Wettbewerb „Wohnen – Träume und Hoffnungen“ der BHW-Bausparkasse, gemeinsam mit der Zeitschrift Schöner Wohnen.